# Diego de Nadai
Diego de Nadai (Americana, 31 de janeiro de 1980) é um advogado e político brasileiro, ex-prefeito da cidade de Americana.
Foi eleito aos vinte anos como vereador mais jovem da história da cidade de Americana (2001/2004), e reeleito (2005/2008) como o vereador mais votado. Nas eleições de 2008 foi eleito para o cargo de prefeito de Americana pelo PSDB aos 28 anos de idade, sendo o 2° prefeito mais jovem da história da cidade – atrás apenas de Ralph Biasi, eleito aos 26 anos de idade.
Foi reeleito em 2012, tomou posse no primeiro dia de 2013 mas foi cassado em julho de 2014.

## Prefeito de Americana

### 1º mandato
Um mandato conturbado, marcado por muitas polêmicas, mas foi reeleito em 2012 com 52%.

#### Polêmicas
Muitas ações do mandato do prefeito repercutiram negativamente na impressa, sendo elas:
- Portal dos ´gordinhos`

O portal de Americana foi reformado junto com a Avenida Antônio Pinto Duarte, entretanto as duas estátuas que ficavam na base do arco não agradaram a maioria da população americanense.
Vendo a repercussão gerada pelos gordinhos a prefeitura retirou as estátuas, resultando em um processo para os dois lados (Prefeitura/Escultor).
- Ruas doadas

Duas ruas foram “trocadas” com a empresa Neotextil, e apesar de uma matéria ter ido ao ar no dia 29 de Junho de 2009 durante o programa CQC as ruas permaneceram com a empresa, portanto continuaram fechadas para o trânsito de veículos e pedestres.
- Elevado Número de Comissionados

O excesso de cargos comissionados foi motivo para uma intervenção jurídica, como disse o promotor em uma entrevista dada ao jornal Liberal.
"[...]a terceira decisão do tribunal de justiça tirou a eficácia das leis que prevê os cargos comissionados[...]"
- Stop Four

Foram colocadas algumas rotatórias em diversas ruas com os dizeres "Stop Four" (Pare Quatro em tradução literal), e em vez de ajudarem o fluxo do transito que acabaram confundindo muitos motoristas.
- Reforma da Avenida Brasil

Uma das reformas mais caras executadas pela administração, que teve até alguns gastos considerados questionáveis por alguns cidadãos, também criticada pelo excesso de iluminação.
Apesar dos gastos as reformas não se mostraram tão eficazes ao cederem com as últimas chuvas do seu primeiro mandanto.

### 2º mandato e cassação
No segundo mandato o prefeito teve vários desafios sendo os principais a divida contraída com as reformas, e algumas suspeitas apontadas pelo programa Fantástico que o liga com uma empresa investigada pelo Ministério Público.
Foi cassado em julho de 2014, por abuso de poder econômico nas eleições de 2012. Graças a uma medida liminar, voltou ao cargo naquele mesmo mês, mas em outubro nova decisão judicial manteve a cassação. As eleições na cidade foram marcadas para 7 de dezembro de 2014, vencidas por Omar Najar (PMDB), com 75,51% dos votos.